# Municipio Ayapango
Koordinaten: 19° 7′ 35″ N, 98° 48′ 10″ W
Ayapango ist ein Municipio im mexikanischen Bundesstaat México. Es gehört zur Zona Metropolitana del Valle de México, der Metropolregion um Mexiko-Stadt. Der Sitz der Gemeinde und deren größter Ort ist Ayapango de Gabriel Ramos Millán. Die Gemeinde hatte im Jahr 2010 8.864 Einwohner, ihre Fläche beträgt 36,6 km².

## Geographie

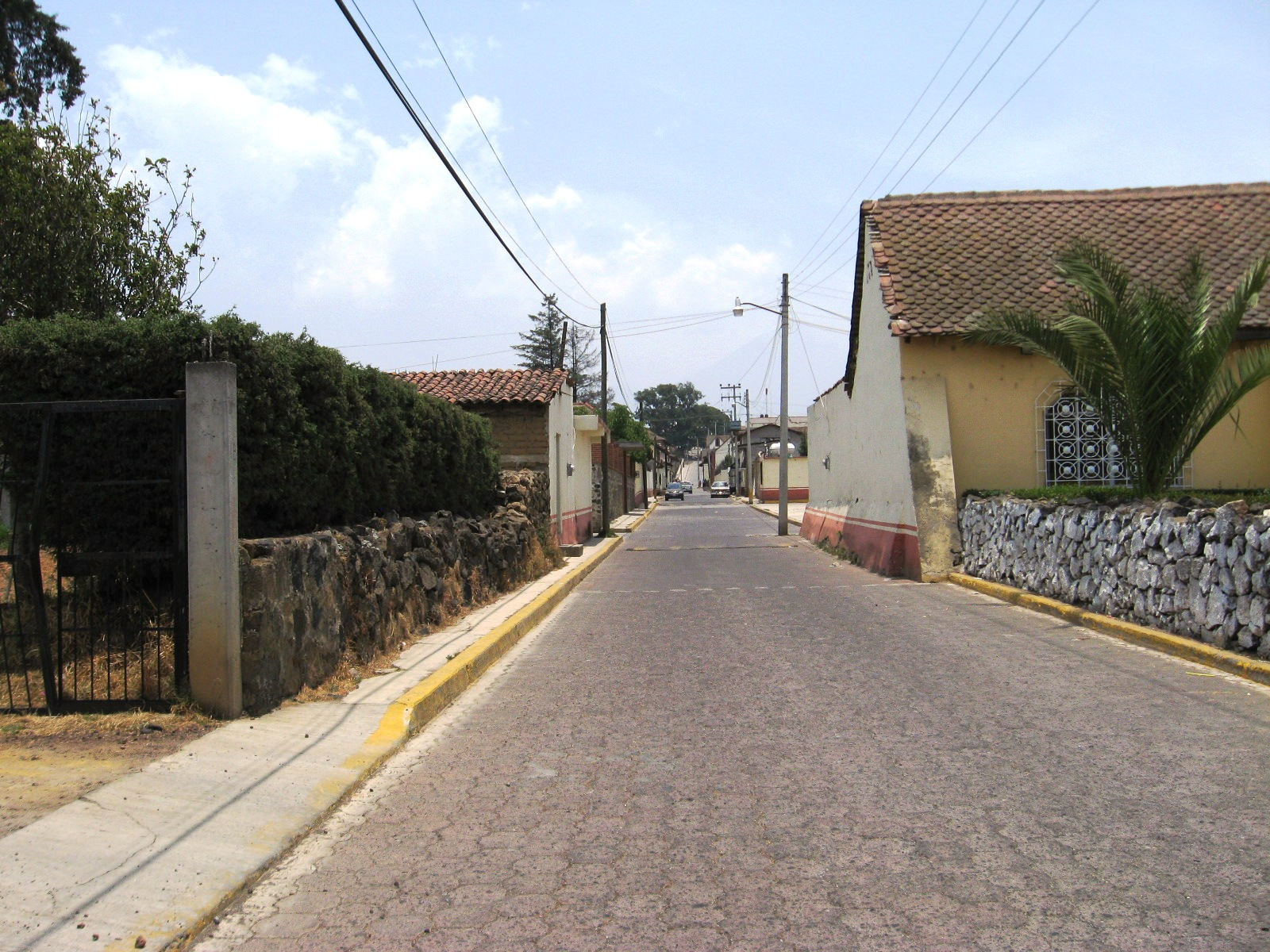
Straße in Ayapango

Acolman liegt im Südosten des Bundesstaates México.
Das Municipio grenzt an die Municipios Tenango del Aire, Tlalmanalco, Amecameca und Juchitepec.